# Duraczka Reka
Duraczka Reka, Duračka Reka (maced. Дурачка Река) – wieś w północno-wschodniej Macedonii Północnej, w gminie Kriwa Pałanka.